# Pentacosane
Le pentacosane est un hydrocarbure linéaire de la famille des alcanes de formule brute C25H52 .